# Еген
Еген (фр. Aiguines) насеље је и општина у југоисточној Француској у региону Прованса-Алпи-Азурна обала, у департману Вар која припада префектури Брињол.
По подацима из 2011. године у општини је живело 265 становника, а густина насељености је износила 2,32 становника/km². Општина се простире на површини од 114,43 km². Налази се на средњој надморској висини од 823 m метара.

## Демографија
| 1962. | 1968. | 1975. | 1982. | 1990. | 1999. | 2011. |
| ----- | ----- | ----- | ----- | ----- | ----- | ----- |
| 174   | 165   | 132   | 161   | 207   | 219   | 265   |

График промене броја становника у току последњих година